# Mathilde Blind
Mathilde Blind, nata Mathilde Cohen (Mannheim, 21 marzo 1841 – Londra, 26 novembre 1896), è stata una poetessa, biografa e saggista tedesca naturalizzata inglese. Nota ai contemporanei per i suoi lavori biografici e saggistici, emerge all'interno della comunità bohème londinese degli anni '70 dell'Ottocento come voce femminista in un contesto letterario prettamente maschile.

## Biografia
Nasce a Mannheim, in Germania, il 21 marzo 1842 dalle seconde nozze di Jacob Abraham Cohen, banchiere ebreo, con Friederike Ettlingerd. Mathilde ha un fratello, Ferdinand, ed un fratellastro, Meyer Jacob "Max", nato dal primo matrimonio di suo padre.
Abraham Cohen muore quando Mathilde ha sei anni. Lo stesso anno, sua madre si risposa con Karl Blind (da questa unione nasceranno un secondo fratellastro, Rudolf, e una sorellastra, Ottilie).
In seguito alla partecipazione di Karl Blind alla rivoluzione del Baden e alla successiva soppressione della rivolta, l’intera famiglia si stabilisce nel quartiere di Hampstead a Londra nel 1852. La loro casa sarà un luogo di incontro per esuli e rifugiati di tutto il mondo, tra questi Karl Marx, Louis Blanc, Giuseppe Mazzini; verso quest’ultimo, in particolare, Mathilde comincia a provare una profonda ammirazione e stima. È in questo periodo che prende il cognome del patrigno.

### Educazione
A Londra, Mathilde studia presso l’Istituto per ragazze di St John's Wood. Diventa amica di Rosa Nouchette Carey e il suo interesse per la poesia e l'educazione delle donne sono fortemente influenzati dalla lettura di Aurora Leigh di Elizabeth Barrett Browning.
La maggior parte delle testimonianze di quel periodo sono contenute in un dattiloscritto di 55 pagine redatto dalla stessa Mathilde. La storia racconta di Alma, ragazza precoce e ribelle, che viene espulsa da un istituto per ragazze per la sua libertà di pensiero e decide di recarsi in Svizzera per un lungo soggiorno presso i parenti materni a Zurigo; da qui decide di intraprendere un tour a piedi attraverso le Alpi senza accompagnatore. Il racconto presenta numerose allusioni alla vita della stessa Blind; in particolar modo, i capitoli ambientati in Svizzera fanno chiari riferimenti alle persone conosciute dall’autrice durante il suo viaggio.
Nel 1859, infatti, Mathilde parte per la Svizzera. Durante questa permanenza, le viene negato l’accesso ai testi dell’Università di Zurigo perché donna; decide quindi di studiare privatamente filosofia e sanscrito da Kuno Fischer, impara inoltre il latino. Passa gran parte del suo tempo libero con un gruppo di rivoluzionari, amici di sua madre e del patrigno.
Nel 1866 fallisce il tentativo del fratello Ferdinand di assassinare il Cancelliere Otto von Bismarck, all’epoca al comando della Confederazione Tedesca del Nord. Ferdinand decide di suicidarsi in prigione e questo evento segna profondamente Mathilde.
Anni dopo, Blind mostrerà al suo amico Moncure Conway il contenuto dell’ultima lettera che ha ricevuto dal fratello nella primavera del 1866. Ferdinand era partito da Londra due anni prima per studiare in Germania e, durante una vacanza prima in Baviera e poi in Boemia, aveva scritto alla sorella commentando duramente l’agire di Bismarck: "Mentre vagavo per i campi fioriti della Germania, che sarebbero stati così presto schiacciati sotto il tallone di ferro della guerra, e vedevo passare il numero di giovani che avrebbero perso la vita per gli scopi egoistici di pochi, mi è venuto del tutto spontaneo il pensiero di punire la causa di tanto male, anche a costo della mia vita".

### Carriera
Nel 1867 pubblica, sotto lo pseudonimo di Claude Lake, il suo primo libro di poesie: Poems. La dedica è a Giuseppe Mazzini, eroe della sua infanzia; ma le sue poesie evocano prepotentemente la memoria di Ferdinand. Come ha evidenziato il critico James Diedrick, Poems presenta "un significato biografico e letterario se visto come un volume 'a doppia voce' che celebra simultaneamente la vittoria repubblicana di Mazzini e onora obliquamente Ferdinand, suo sosia spettrale, il cui idealismo e sacrificio infestano i margini delle sue pagine".
Il legame con Mazzini resterà vivido anche negli anni a venire. Nel 1981 pubblicherà sul giornale Fortnightly Review le reminiscenze del suo incontro con il rivoluzionario italiano; leggerà più volte le sue poesie in pubblico, scriverà un saggio su di lui per il Westmister Review e lavorerà ad un'edizione delle sue poesie che verrà pubblicata nel 1874.
Oltre a questo, Mathilde emerge con forza all’interno dello scenario bohème della Londra letteraria.
All'inizio di gennaio 1870 tiene una conferenza su Percy Shelley alla Church of Progress di Londra, sottolineando il radicalismo politico del poeta; nello stesso anno commenta la recensione The Poetical Works of Percy Bysshe Shelley di William Michael Rossetti. Questo lavoro ottiene il plauso di Algernon Swinburne e le consente l’accesso al gruppo Shelleyites, precedentemente tutto maschile. In questo ambiente conosce Richard Garnett, che rimarrà suo amico e consulente letterario per tutta la sua vita.
All’età di trent’anni, Mathilde abbandona la casa dei suoi genitori e inizia a scrivere poesie e saggi per la rivista The Dark Blue. Il contenuto delle sue pubblicazioni è vario; sono presenti poesie ammiccanti ad amanti stregati, un saggio erudito sulla poesia islandese e un racconto che esplora gli effetti corrosivi delle divisioni di classe sulle relazioni umane. Terminata la sua associazione con The Dark Blue, inizia a recensire poesia e narrativa contemporanea per la rivista Athenaeum. Entra a far parte di un circolo di scrittrici che includeva Mona Caird, Violet Paget, Amy Levy, Olive Schreiner e Augusta Webster. Alla fine del 1871 pubblica una selezione di poesie di Percy Bysshe Shelley per la Tauchnitz Collection of British Authors, contenente un memoir introduttivo della vita di Shelley. L'anno successivo pubblica la sua traduzione dal tedesco di (Der alte und der neue Glaube: ein Bekenntniss di David Strauss (The Old Faith and the New: A Confession) e in seguito pubblica recensioni sul The Examiner dello stesso.
La varietà di queste prime opere (poesia, narrativa, critica, biografia, traduzione), così come la vasta gamma di argomenti e temi trattati (autonomia e azione femminile, antiteismo, estetismo, il rapporto tra radicalismo letterario e politico), evidenzia i principi e temi estetici che caratterizzeranno il resto della carriera di Blind, sottolineando al contempo la natura cosmopolita della sua sensibilità e prospettiva. Mathilde rimane devota alla poesia, come è evidente in una lettera del 1869 a Richard Garnett: "La mia unica vera vita è stata per molto tempo nella scrittura, e quando non posso nuotare e galleggiare nelle acque incantate della poesia sono come un pesce fuor d'acqua".
Tra gli anni ‘70 e ‘80 dell’Ottocento Mathilde visita la Scozia e scrive due opere di notevole portata e ambizione: il poema narrativo The Prophecy of St. Oran and Other Poems e The Heather on Fire, una denuncia sulla situazione delle Highlands. Entrambi sono pieni di appassionata eloquenza ed energia. In particolar modo, The Prophecy of St. Oran and Other Poems (1881) è la summa dei quindici anni di studio della filosofia con Fischer. Mathilde Blind rifiuta la teologia e l'idea che ci sia un obiettivo finale o uno scopo ultimo nelle cose; questa è la ragione per cui il suo editore decide di ritirare The Prophecy of St. Oran and Other Poems dalla circolazione. William Michael Rossetti, storico amico della Blind, scriverà a Ford Madox Brown affermando che alla Newman & Co. "si erano spaventati per il carattere ateo del libro e avevano deciso di non venderlo più".
La reputazione di Blind come poetessa inizia a crescere nel 1880: intraprende una serie di ambiziosi progetti letterari, comprese due biografie molto apprezzate per la serie Eminent Women curata da John Henry Ingram. La prima riguarda la scrittrice George Eliot (1883; nuova edizione 1888), mentre la seconda riguarda Madame Roland (1886), una dei leader girondini durante la Rivoluzione francese. In questo periodo Lucy Madox Brown realizza un suo ritratto.
L'unico romanzo di Blind, Tarantella, è una storia d'amore in prosa. È un'opera notevole sotto molti aspetti, ma non è stato un successo né commerciale né di pubblico. Richard Garnett ha scritto che "il destino di questo straordinario libro è una delle ingiustizie della letteratura".
Nel 1889 pubblica The Ascent of Man, una risposta ambiziosa alla teoria dell'evoluzione di Charles Darwin. Il successo di questa raccolta le permise di riacquistare la propria reputazione, dopo l’insuccesso di Tarantella. Nella successiva edizione postuma, quella del 1899, fu aggiunta un'introduzione del biologo evoluzionista Alfred Russel Wallace.
A partire dal 1890, Mathilde Blind viaggia molto in Italia e in Egitto, coltivando il suo interesse per la natura e per l'antichità e per migliorare la sua salute cagionevole. L'influenza di questi viaggi si manifesta in Dramas in Miniature (1891), Songs and Sonnets (1893) e soprattutto Birds of Passage (1895). Quest’ultimo riceve una recensione dalla rivista Woman, che precedentemente aveva già pubblicato un articolo in cui elogiava i lavori di Blind e le sue qualità come poetessa e pensatrice.

### Ultimi anni
Ereditò dal fratellastro Meyer Jacob ("Max") Cohen un gran numero di proprietà che le permisero di vivere agiatamente nella sua tenuta a Stratford, dove scrisse poesie ispirate dai sonetti di Shakespeare.
Morì a Londra il 26 novembre 1896, lasciando in eredità al Newnham College di Cambridge la maggior parte delle sue ricchezze. Fu cremata a Woking e le sue ceneri furono successivamente poste in un monumento eretto dall'amico Ludwig Mond, progettato da Édouard Lantéri nel cimitero di St. Pancras.

## Vita privata
Durante il 1880 iniziò a vivere a Manchester presso la casa del pittore Ford Madox Brown e di sua moglie; alcune voci sostengono che, dopo la morte di quest'ultima, Brown desiderasse sposarlo. La loro amicizia durò fino alla morte di Brown nel 1893; questa relazione causò notevoli disordini nella sua famiglia.
Il non essersi mai sposata ed aver frequentato personalità come Olive Schreiner e Violet Paget è stato oggetto di speculazioni circa il suo orientamento sessuale. Questo parrebbe essere confermato dalla natura dei suoi lavori, specialmente quelli editi per la rivista The Dark Blue.

## Eredità
Mathilde Blind è stata considerata come un'autrice di una certa importanza già in vita. Gli studiosi del XX secolo hanno elogiato la sua biografia di George Eliot per l'ampiezza e l'accuratezza della sua ricerca, per la sua analisi critica e per la sua enfasi nel descrivere il femminismo di Eliot.
Per quanto riguarda la poesia di Blind, i suoi lettori contemporanei, così come quelli del XX secolo, hanno avuto la tendenza a preferire i suoi lavori più brevi e lirici come The Sower, Reapers, Lassitude, Manchester by Night e The Dead. La critica femminista ha richiamato l'attenzione anche sull'imponente sonetto Motherhood, che descrive il dolore del travaglio e del parto. Più recentemente, in Victorian Poetry: Poetry, Poetics and Politics (1993), Isobel Armstrong ha rivalutato le opere più lunghe, in particolare The Heather on Fire e The Ascent of Man, dichiarando che “Mathilde Blind ha riconfigurato un nuovo mito della creatività e del genere, dimostrando il meglio che questa tradizione può ottenere in termini di analisi sociale e politica”.

## Opere
- Poems, sotto lo pseudonimo di Claude Lake (1867)
- Shelley, la recensione a The Poetical Works of Percy Bysshe Shelley con note ed un memoir di W. M. Rossetti, Westminster Review (July 1870)
- The Old Faith and the New: A Confession di David Friedrich Strauss, una traduzione dal tedesco (1873); terza edizione rivista con un saggio biografico su Strauss (1874)
- Mary Wollstonecraft, saggio biografico, New Quarterly Magazine (July 1878)
- The Prophecy of St. Oran and Other Poems (1881)
- George Eliot, the first biography of the novelist (1883)
- Tarantella: A Romance (1885)
- The Heather on Fire: A Tale of the Highland Clearances (1886)
- Madame Roland, biografia (1886)
- Shelley's View of Nature Contrasted With Darwin's (1886)
- Marie Bakshirtseff, The Russian Painter, saggio biografico diviso in due parti pubblicato per Woman's World (1888)
- The Ascent of Man (1889)
- The Journal of Marie Bashkirtseff, una traduzione dal francese del diario della pittrice russa (1890)
- Dramas in Miniature (1891)
- Songs and Sonnets (1893)
- Birds of Passage: Songs of the Orient and Occident (1895)
- A Selection from the Poems of Mathilde Blind, curato da A. Symons (1897)
- The Ascent of Man, nuova edizione con introduzione di Alfred R. Wallace (1899)
- The Poetical Works of Mathilde Blind, curato da Arthur Symons con un memoir di Richard Garnett (1900)